# Long Man of Wilmington

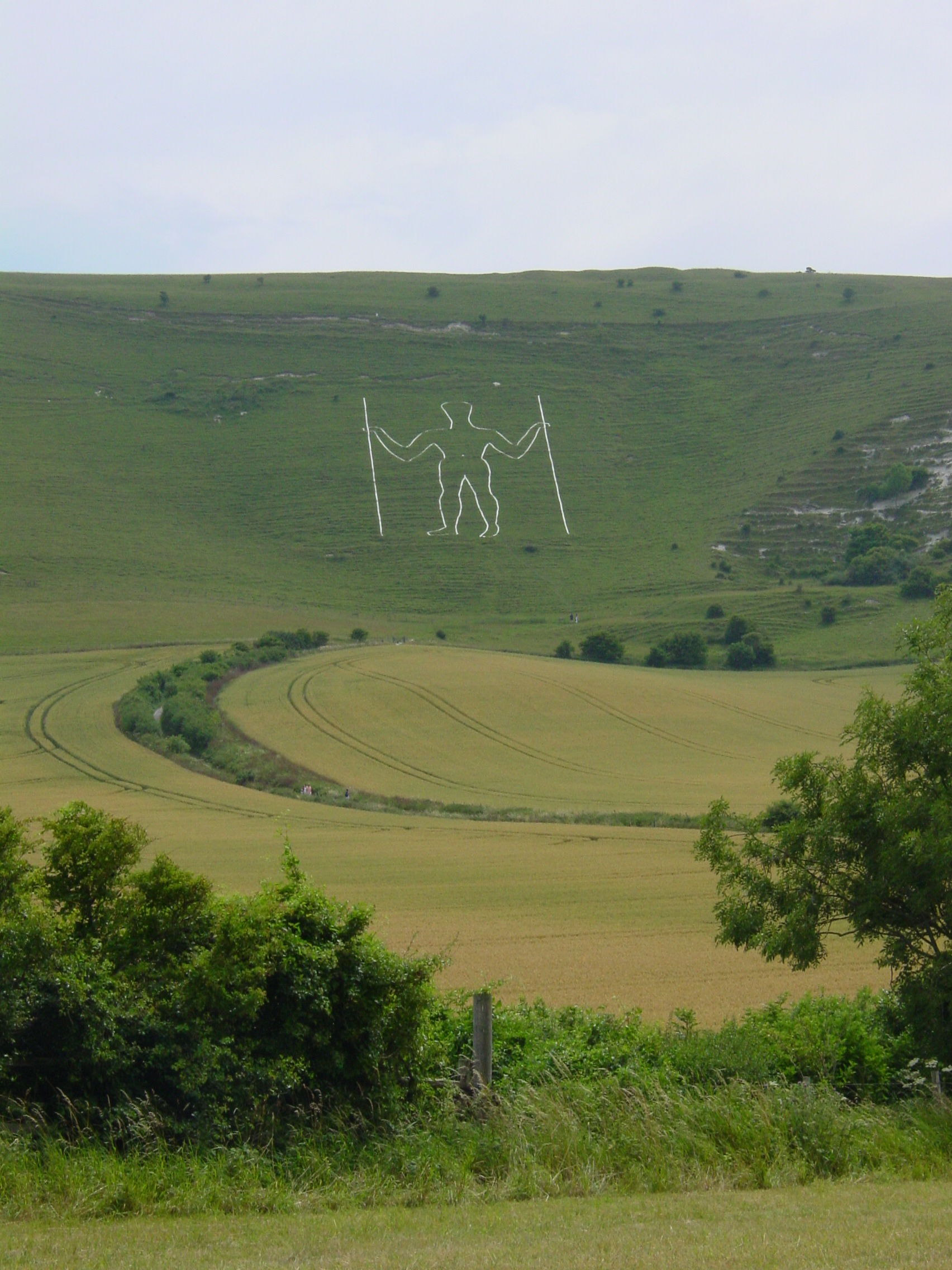
Long Man of Wilmington

De Long Man of Wilmington is een groot mensfiguur van kalk, gelegen in heuvelrug South Downs, net ten zuiden van het dorp Wilmington, in het graafschap East Sussex, in het zuiden van Engeland. Deze geoglief, gelegen op een helling, is 69 meter lang. Hij stelt een man van voren voor, die in beide handen een lange stok vasthoudt.
De oorsprong van het kunstwerk is in nevelen gehuld. De oudste bronnen over de Long Man dateren uit de achttiende eeuw. In 1874 werden de contouren, die met gras waren overwoekerd, gemarkeerd met gele bakstenen. Bij deze restauratie zouden volgens sommigen onder meer de genitaliën van de Long Man zijn weggehaald, maar daar is geen bewijs voor.
Volgens archeologen van de Universiteit van Reading zou het werk uit de zestiende of zeventiende eeuw dateren. Velen zien er echter een prehistorische godheid in. Een andere theorie is dat het gemaakt is om te communiceren met beschavingen op andere planeten.
Rondom de Long Man doen veel sagen de ronde. Zo zou op de plek van de afbeelding een herdersjongen een reus hebben gedood.

## Trivia
- Long Man en het graafschap East Sussex spelen een rol in het Suske en Wiske album De krachtige krans.